# Kathakali

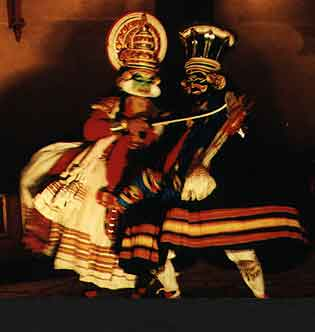
Kathakali-dansers

Kathakali (Malayalam: കഥകളി, van katha geschiedenis en kali, spel) is een gedanst drama. Het is een klassieke dansvorm die zijn oorsprong vindt in de deelstaat Kerala in het zuiden van India. De vorm is in 1657 vastgelegd op basis van traditionele vormen zoals Krishnayapattam en Kutiyattam. Kathakali is een opmerkelijk samenspel van drama, dans en ritueel. Er zijn vijf kunstvormen in verenigd:
1. Literatuur (Sahithyam)
2. Muziek (Sangeetham)
3. Schilderkunst (Chithram)
4. Toneel (Natyam)
5. Dans (Nritham)

De personages dragen uitgebreide, beschilderde maskers en verfijnde kostuums. Het dansspel stelt gebeurtenissen uit de Mahabharata en de Ramayana voor.
Het spel is een beproeving van het uithoudingsvermogen van de acteurs, die dan ook dezelfde concentratie en conditietraining ondergaan als gebruikelijk is bij beoefenaren van de kalaripayatt, de traditionele vechtsport van Kerala.
Ook de gezichtsuitdrukkingen, de houding en de handbewegingen of hasta vormen een belangrijk onderdeel van het spel.
Een Kathakali-groep bestaat gewoonlijk uit twaalf acteurs, vier zangers en vier slagwerkers. Een Kathakali-spel verlicht door het licht van olielampen begint gewoonlijk om 10 uur 's avonds en duurt tot de dageraad. In tegenstelling tot de stijlen waaruit Kathakali ontstaan is, zijn de spelers allemaal mannen, die dus ook de vrouwelijke rollen voor hun rekening nemen.